# Cal Fidel
Cal Fidel és una obra modernista de Guissona (Segarra) protegida com a Bé Cultural d'Interès Local.

## Descripció
Casa urbana d'estil modernista, construïda als inicis del segle xx. Destaca per la seva austera però elegant decoració i pel treball del ferro forjat. Consta de planta baixa, dos pisos i golfes, separats entre sí, per una motllura de pedra.
A la planta baixa, hi ha dues portes; a la dreta la que dona l'accés a l'habitatge, de fusta amb decoracions sinuoses del mateix material, i la part superior tancada amb un fi treball de forja amb flors daurades; la que està a l'esquerra és més ample i senzilla. Ambdues son rectangulars, però amb els angles superiors arrodonits i envoltats d'una àmplia motllura de pedra que ressegueix la forma de la porta i que es recolza sobre dues petites mènsules a cada costat. El sòcol i la paret de carreus de pedra picada.
Al primer i el segon pis, hi ha dos balcons a cadascun, rectangulars, amb motllura igual a la de les portes, però recolzades en un escut de decoració floral. Al primer pis balconada de ferro forjat amb elements decoratius d'origen vegetal i al centre la barana s'eleva cap amunt, amb una rica decoració de fulles i flors, de la qual surt una petita barana en línia recta que es recolza a la paret. Sota la balconada hi ha tres mènsules decorades amb motius vegetals.
Al segon pis els balcons són individuals, però igualment treballats amb decoració floral, recolzant-se cadascun sobre dues mènsules guarnides amb garlandes que pengen d'elles.
A les golfes dues petites obertures amb igual motllura que la dels balcons i al centre cartel·la amb la data "1913" situada entre les inicials "F-S". Sobre les finestres de les golfes, dos petits frontons esglaonats i la resta de la barana llisa, tot de pedra.
Dues pilastres, recorren els tres pisos de l'edifici, amb façana de pedra en relleu i picada.